# Раштув
Раштув (пол. Rasztów) — село в Польщі, у гміні Клембув Воломінського повіту Мазовецького воєводства.
Населення — 279 осіб (2011).
У 1975-1998 роках село належало до Остроленцького воєводства.

## Демографія
Демографічна структура станом на 31 березня 2011 року:
|          | Загалом | Допрацездатний вік | Працездатний вік | Постпрацездатний вік |
| -------- | ------- | ------------------ | ---------------- | -------------------- |
| Чоловіки | 133     | 22                 | 94               | 17                   |
| Жінки    | 146     | 26                 | 72               | 48                   |
| Разом    | 279     | 48                 | 166              | 65                   |